# ТЕС Кудіет-Еддрауш
ТЕС Кудіет-Еддрауш (Koudiet Eddraouch) – теплова електростанція на північному сході Алжиру, розташована на узбережжі Середземного моря у трьох десятках кілометрів на схід від Аннаби.
Станція стала одним з багатьох електроенергетичних об’єктів, що споруджувались в Алжирі на початку 21 століття для подолання наростаючого енергодефіциту. Її будівництво замовили в 2008 році дві державні компанії – електроенергетична Sonelgaz та нафтогазова Sonatrach, що уклали відповідну угоду з генеральним підрядником Iberdrola Ingenieria y Construccion. Запуск ТЕС припав на 2012 рік. 
Станція використовує технологію комбінованого парогазового циклу. Вона має три однотипні блоки потужністю по 400 МВт, у кожному з яких газова турбіна живить через котел-утилізатор парову трубіну.
Як паливо використовують природний газ, що надходить по трубопроводу Хассі-Р'Мель – Кудіет-Еддрауш. 